# Lithopoma phoebium
Lithopoma phoebium (nomeada, em inglês, long-spined star shell) é uma espécie de molusco gastrópode marinho pertencente à família Turbinidae. Foi classificada por Röding, com o nome de Astraea phoebia, em 1798. É nativa do oeste do oceano Atlântico.

## Descrição da concha e hábitos
Concha cônico-turbiforme, esculpida, de espiral baixa a moderadamente alta, com pouco mais de 7.5 centímetros; de coloração branca ou acinzentada, mais raramente avermelhada, alaranjada ou esverdeada, com a base, ou superfície, amarelada e com projeções triangulares, como espinhos, em sua periferia. Borda de cada volta apresentando-se serreada, com espinhos curvados ligeiramente para cima; resultado dos espinhos periféricos das voltas anteriores. Base da concha com linhas espirais, apresentando nódulos. Umbílico não visível, ou bem visível. Opérculo externamente calcário, branco, ovalado, com sua área de contato com o animal, perióstraco, de coloração parda. Interior da concha nacarado.

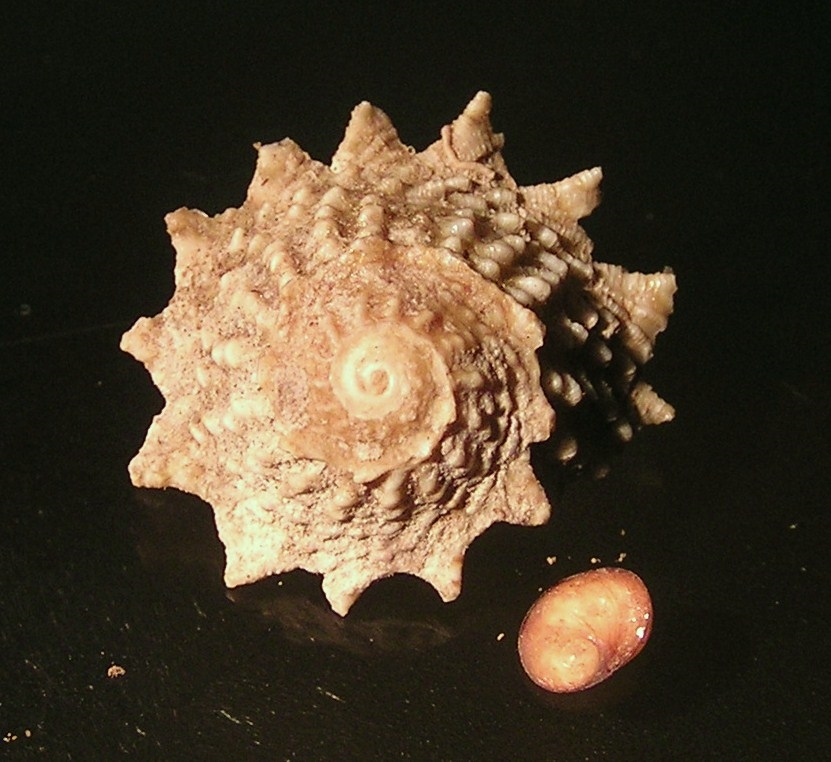
L. phoebium em vista superior, com seu opérculo ao lado.

É encontrada de águas rasas, em planícies de algas, seu alimento, e sob rochas expostas na maré baixa, até os 8 metros de profundidade. Pode ser encontrada em regiões com algas do gênero Sargassum.

## Distribuição geográfica
Lithopoma phoebium ocorre no mar do Caribe, Belize, Aruba, Bonaire, Curaçao, Golfo do México, Pequenas Antilhas, Ilhas Cayman, Porto Rico, Cuba, Jamaica, Costa Rica, Panamá, Bermudas, Colômbia, Venezuela. Esta espécie fora, no passado, registrada como ocorrente na costa do Brasil, do Amapá a Santa Catarina; no entanto um estudo de conquiliologia comparada com outras espécies brasileiras, publicado na década de 1990, considerou equivocadas tais referências.